# Гулева, Екатерина Павловна
Екатерина Павловна Гулева (? — 15 марта 1927, Одесса) — живописец, художник по тканям, модельер. Благотворитель.

## Биография
Окончила Строгановское училище. Вышла замуж за управляющего сахарным заводом Александровского товарищества А. А. Гулева.
Была членом нескольких благотворительных организаций Одессы, в том числе одесского отделения Российского общества защиты женщин, общества для помощи бедным города Одессы. Была членом правления Славянского благотворительного общества
имени Св. Кирилла и Мефодия. Стала инициатором панихиды по М. А. Врубелю в Кафедральном соборе Одессы.
В 1910 году — член организационного комитета художественно-промышленной выставки в Одессе, на которой экспонировала произведения прикладного искусства.
С 1911 года училась в Одесском музыкальном училище по классу фортепиано, по окончании которого с 1913 по 1915 годы училась в консерватории.
В 1916 году — участница выставки одесских независимых художников.
Дружила с П. Г. Волокидиным, который в начале 1920-х годов выполнил несколько её портретов.